# Kang Myonghi
Kang Myonghi (강명희) est une artiste peintre paysagiste et minimaliste vers une tendance abstraite, coréenne du XXe siècle, née en 1947 à Daegu (Corée du Sud). Depuis 1972, Kang Myonghi est aussi active en France.

## Biographie
C'est en 1977 qu'elle participe à sa première exposition collective à la galerie Harry Jancovoci à Paris. Depuis, elle expose régulièrement à Séoul et à Paris à la Galerie Di Meo en 1995, et au Couvent des Cordeliers de Paris. Elle effectue de nombreux voyages dans les Alpes, à Taïwan, au Chili et en Mongolie dont elle tire son inspiration.

Sa peinture est d'une sobriété absolue, quelques traits sombres et quelques taches de couleurs délavées qui laissent une grande place aux réserves. Les compositions naissent d'une épure de la nature, d'une sorte d'ascèse qui ne retient que l'essentiel et frôle ainsi l'abstraction. Kang Myonghi se reconnaît deux maîtres: la nature et la toile blanche de ses œuvres tout en retenue se dégage pourtant un lyrisme certain.